# Minamoto no Chikayuki
En aquest nom japonès, el cognom és Minamoto.
Minamoto no Chikayuki (源親行) (segle xiii), va ser un poeta waka i escriptor japonès del final del període Heian i del principi del període Kamakura. Es desconeixen les seves dates de naixement i defunció.
Al segle xiii va dur a terme un intent per a editar i revisar els diferents manuscrits del Genji Monogatari; com a resulta en sorgí el manuscrit conegut com a Kawachibon. Aquest manuscrit, juntament amb el manuscrit Teika creat per Fujiwara Teika es van utilitzar com a base per a moltes de les futures còpies.
També va crear la Gyōa Kanazukai, juntament amb Gyōa. Kanazukai (仮名遣) són les normes ortogràfiques per l'escriptura japonesa en kana, i Chikayuki i Gyōa va estendre la Teika Kanazukai creada per Fujiwara Teika.